# چینکوسور
چینکوسور (نام علمی: Szechuanosaurus) نام یک سرده از شاخه طنابداران است.